# Commission de la sécurité sociale et de la santé publique
En Suisse, la Commission de la sécurité sociale et de la santé publique (CSSS ; en allemand : Kommission für soziale Sicherheit und Gesundheit, SGK ; en italien : Commissione della sicurezza sociale e della sanità, CSSS ; en romanche : Cumissiun per segirezza sociala e sanadad, CSSS ; en anglais : Social Security and Health Committe, SSHC) est une commission parlementaire fédérale qui traite des affaires législatives concernant la sécurité sociale et la santé publique.

## Description
Il existe deux commissions de la sécurité sociale et de la santé publique, une par chambre de l'Assemblée fédérale : la Commission de la sécurité sociale et de la santé publique du Conseil national (CSSS-N), qui compte 25 membres, et la Commission de la sécurité sociale et de la santé publique du Conseil des États (CSSS-E), qui en compte 13.
Les CSSS sont des commissions thématiques (ou commissions législatives) permanentes. Elles ont été créées en 1991.

## Attributions
Les CSSS traitent des assurances sociales, notamment de l'assurance-accidents, de l'assurance-chômage, de l'assurance-invalidité et de l'assurance-maladie, de la prévoyance vieillesse et de la prévoyance professionnelle. La politique de la santé et la médecine de la transplantation sont également de leur ressort.

## Travaux
Lors de la 51e législature, les CSSS traitent notamment du projet AVS 21.
Lors de la 50e législature, la CSSS-N crée une sous-commission Financement moniste, chargée de poursuivre les travaux visant à introduire dans l'assurance-maladie un financement uniforme des prestations ambulatoires et des prestations nécessitant une hospitalisation,,. Les CSSS traitent sur cette période notamment de la question du congé paternité.
Lors de la 49e législature, la CSSS-N traite notamment le projet Prévoyance vieillesse 2020, qui augmente l'âge de la retraite des femmes à 65 ans et du durcissement des dispositions régissant la vente des produits du tabac et la publicité pour ces produits.
Lors des 47e et 48e législature, les CSSS traitent notamment de la question du tabagisme passif,.

## Lobbys
À la suite des élections fédérales de 2019, le nombre de membres des CSSS liés à des groupes d’intérêts de la santé a diminué. En particulier, le nombre de membres liés à des assureurs-maladies est passé de 15 (39 %) à 6 (16 %), sur un total de 38.